# 珍妮·沃尔沃克
珍妮·沃尔沃克（英語：Jenny Wallwork，1987年1月17日—），出生於英國兰开夏郡博尔顿，英格蘭女子羽毛球運動員，擅長雙打項目。

## 簡歷
珍妮·沃尔沃克生於羽毛球世家，母親Jill曾是羽毛球運動員，1980年代曾代表英格蘭比賽；而父親Brian則是羽毛球教練及長者運動員，曾在2008年贏得歐洲長者羽毛球錦標賽（55歲以上組別）的男單和混雙冠軍。在父母的薰陶下，珍妮8歲便開始學習羽毛球，12歲時便首次代表英格蘭比賽。
2008年北京奧運會後，珍妮·沃尔沃克接替退役的盖尔·埃姆斯成為内森·罗布森的新任混雙拍檔。
2011年，珍妮·沃尔沃克夥拍内森·罗布森參加瑞士羽毛球公開賽混合雙打比賽，贏得亞軍。

## 主要比賽成績
只列出曾進入準決賽的國際賽事成績：
| 年份   | 賽事                       | 公開賽級別 | 項目          | 拍檔               | 成績   |
| ------ | -------------------------- | ---------- | ------------- | ------------------ | ------ |
| 2005年 | 歐洲青年羽毛球錦標賽       | 其他       | 混合雙打      | Robert Adcock      | 亞軍   |
| 2005年 | 捷克羽毛球國際賽           |            | 女子雙打      | Sarah Bok          | 準決賽 |
| 2005年 | 捷克羽毛球國際賽           | 混合雙打   | Robert Adcock | 準決賽             |        |
| 2010年 | 歐洲羽毛球錦標賽           | 其他       | 混合雙打      | 内森·罗布森        | 準決賽 |
| 2010年 | 丹麥羽毛球超級賽           | 超級賽     | 混合雙打      | 内森·罗布森        | 亞軍   |
| 2010年 | 蘇格蘭羽毛球國際賽         | 國際挑戰賽 | 女子雙打      | 加布里·怀特        | 冠軍   |
| 2011年 | 瑞士羽毛球黃金大獎賽       | 黃金大獎賽 | 混合雙打      | 内森·罗布森        | 亞軍   |
| 2011年 | 新加坡羽毛球超級賽         | 超級賽     | 混合雙打      | 内森·罗布森        | 準決賽 |
| 2012年 | 瑞典斯德哥爾摩羽毛球國際賽 | 國際挑戰賽 | 混合雙打      | 内森·罗布森        | 冠軍   |
| 2012年 | 波蘭羽毛球國際賽           | 國際挑戰賽 | 混合雙打      | 内森·罗布森        | 冠軍   |
| 2012年 | 西班牙羽毛球公開賽         | 國際挑戰賽 | 女子雙打      | 劳伦·史密斯        | 準決賽 |
| 2012年 | 波蘭羽毛球公開賽           | 國際系列賽 | 女子雙打      | 亚历山德拉·兰利    | 準決賽 |
| 2012年 | 波蘭羽毛球公開賽           | 國際系列賽 | 混合雙打      | 安德鲁·埃利斯      | 準決賽 |
| 2013年 | 歐洲羽毛球混合團體錦標賽   | 其他       | 混合團體      | －                 | 準決賽 |
| 2013年 | 加拿大羽毛球國際挑戰賽     | 國際挑戰賽 | 女子雙打      | Kyleigh O'Donoghue | 準決賽 |
| 2013年 | 加拿大羽毛球國際挑戰賽     | 國際挑戰賽 | 混合雙打      | 内森·罗布森        | 冠軍   |
| 2015年 | 羅馬尼亞羽毛球國際賽       | 國際系列賽 | 女子雙打      | 克洛伊·比尔切      | 冠軍   |
| 2015年 | 斯洛文尼亞羽毛球國際賽     | 國際系列賽 | 女子雙打      | 克洛伊·比尔切      | 亞軍   |
| 2015年 | 蘇格蘭羽毛球大獎賽         | 大獎賽     | 女子雙打      | 克洛伊·比尔切      | 準決賽 |
| 2016年 | 冰島羽毛球國際賽           | 國際系列賽 | 女子雙打      | 克洛伊·比尔切      | 亞軍   |

| 2007-2017年 | 首要超級賽 | 超級賽 | 黃金大獎賽 | 大獎賽 | 國際挑戰賽 | 國際系列賽 | 未來系列賽 | 其他 |

| 2018-2026年 | 總決賽 | 超級1000賽 | 超級750賽 | 超級500賽 | 超級300賽 | 超級100賽 | 國際挑戰賽 | 國際系列賽 | 未來系列賽 | 其他 |

- 2004年

比利時羽毛球國際賽 混雙冠軍
- 2005年

蘇格蘭羽毛球公開賽 混雙冠軍
愛爾蘭羽毛球公開賽 女雙冠軍
- 2006年

荷蘭羽毛球公開賽 混雙冠軍
- 2007年

葡萄牙羽毛球公開賽 女雙冠軍
- 2010年

英聯邦運動會羽毛球比賽 混雙銀牌 女團銅牌

### 奧運會和世錦賽參賽紀錄
|          | 搭檔             | 2006 | 2007 | 2008 | 2009        | 2010 | 2011 |
| -------- | ---------------- | ---- | ---- | ---- | ----------- | ---- | ---- |
| 女子雙打 | Suzanne Rayappan | －   | 32強 | －   | －          | －   | －   |
| 女子雙打 | 加布里·怀特      | －   | －   | －   | 48強 (退賽) | 32強 | 48強 |
|          |                  |      |      |      |             |      |      |
| 混合雙打 | Kristian Roebuck | 48強 | －   | －   | －          | －   | －   |
| 混合雙打 | 内森·罗布森      | －   | －   | －   | 48強 (退賽) | 16強 | 32強 |